# Castle Camps
Castle Camps – wieś w Anglii, w hrabstwie Cambridgeshire, w dystrykcie South Cambridgeshire. Leży 24 km na południowy wschód od miasta Cambridge i 71 km na północny wschód od Londynu.